# Academia Alemana de Cine
La Academia Alemana de Cine (en alemán: Deutsche Filmakademie) es una organización independiente alemana que agrupa al mundo del cine y la televisión.

## Historia
La academia fue fundada en 2003 en Berlín, por iniciativa de Helmut Dietl, Bernd Eichinger, y Ulrich Felsberg. Fundada por 100 miembros,  tenía como objetivo proporcionar a los cineastas alemanes un foro de discusión y una forma de promover la reputación del cine alemán a través de publicaciones, debates y promoción regular del tema en las escuelas.
Desde 2005, los ganadores del Deutscher Filmpreis (coloquialmente conocido como Lolas) han sido elegidos por miembros de la Deutsche Filmakademie.
En 2007, un grupo de críticos de la academia, incluidos lod cineastas Hans-Christian Schmid, Andrés Veiel, y Hans Weingartner, varios directores de festivales de cine y la asociación alemana de críticos de cine, iniciaron conversaciones con el ministro de Cultura alemán Bernd Neumann, en un esfuerzo por volver al sistema anterior y hacer que políticos y críticos, no miembros de la academia, decidan quién recibe las Lolas.
En 2008, el servicio de Internet de la academia 24-Das Wissensportal der Deutschen Filmakademie fue lanzado. El portal proporciona una visión de la creación de una película, con la esperanza de hacer que el trabajo de los cineastas independientes sea más transparente y responsable.
La Deutsche Filmakademie no debe confundirse con la Deutsche Filmakademie de 1938, fundada en Babelsberg.

## Membresía
La academia se financia con las cuotas de los miembros de pleno derecho, miembros honorarios, miembros asociados y amigos. Los miembros de pleno derecho deben ser recomendados por al menos dos cineastas que hayan solicitado la membresía de pleno derecho y hayan sido aceptados. Todos los ganadores del Deutscher Filmpreis obtienen automáticamente una membresía completa. Los miembros honorarios son nombrados por sus contribuciones al cine alemán. Los miembros de apoyo son empresas y personas jurídicas de la industria cinematográfica.

## Presidencia
- 2003–2010: Senta Berger
- 2003–2010: Günter Rohrbach
- 2010–2013: Bruno Ganz
- 2010–2019: Iris Berben
- 2019–2022: Ulrich Matthes
- 2022–present: Florian Gallenberger
- 2022–present: Alexandra Maria Lara

### Consejeros
- 2003–2009: Stefan Arndt (deputies: Michael Ballhaus, Katharina Thalbach)
- 2009–2015: Thomas Kufus
- 2015–present: Benjamin Herrmann